# Якоб Палудан
Якоб Палудан (дан. Jacob Paludan; 7 лютого 1896, Копенгаген, Данія-Норвегія — 26 вересня 1975, Біркеред, Данія) — данський письменник, есеїст, перекладач і літературний критик.

## Біографія
Якоб Палудан народився у Копенгагені у сім'ї відомого літературного критика, професора данської літератури Юліуса Палудана та Герди Пуггорд (дан. Gerda Puggaard). Закінчив реальне училище у 1912 році, того ж року вступив до Копенгагенського університету, де у 1918 році здобув ступінь кандидата фармацевтичних наук. Після закінчення університету Якоб Палудан кілька років працював фармацевтом в аптеках Данії та Еквадору. У 1921 році він переїхав до США, де через рік дебютував зі своїм першим романом «Західні дороги». Через якийсь час Якоб кинув роботу в аптеці, завів невелику птахоферму та заробляв на життя вирощуванням курчат, продовжуючи при цьому займатися літературою. У 1933 році Якоб, який на той час уже визнали як письменника, відійшов від сільського господарства, повернувся до Данії та почав заробляти виключно літературною творчістю. У 1943 році він одружився з художницею по костюмах Вібеке Голк. У вересні 1975 року Якоб Палудан помер у лікарні. Його поховали на цвинтарі Сегольм у Біркереді.

## Творчість
У першому творі «Західні дороги» (дан. De Vestlige Veje, 1922) Якоб описує життя молодої людини в Америці. Позитивні відгуки данських критиків зустріли такі твори як «Прожектор» (дан. Søgelys, 1923), «Довга зима» (дан. En Vinter lang, 1924) та збірка поезії «Неспокійні пісні» (дан. Urolige sange, 1923). У «Птахах навколо маяка» (дан. Fugle omkring Fyret, 1925) основною темою є конфлікт між новим і старим. У 1927 році Палудан написав песимістичний роман «Зріючі поля» (дан. Markerne Modnes) про бідного і незграбного, але музично обдарованого хлопця-мрійника, сина селянина, і його аристократичного двійника-антипода, сина багатого землевласника. У 1932—1933 роках Палудан створив свою основну працю — роман «Йорген Стейн» (дан. Jørgen Stein; у двох томах «Грім на півдні» (дан. Torden i Syd) і «Під веселкою» (дан. Under Regnbuen), які описують життя головного героя — молодого данського хлопця, представника покоління часів Першої світової війни.
Після цього Палудан опублікував кілька томів есе, у 1969 році написав автобіографічну повість «Тут за рогом, тут дме менше» (дан. Her omkring hjørnet, her blæser det mindre) — зворушливе гумористичне зображення людської долі.
Своє творче життя Палудан закінчив чотирма невеликими есеями, так званими «замальовками із життя»: «В осінній фазі місяця» (дан. I høstens månefase), «Розмита правда» (дан. Sløret sandhed), «Привітання з далекої реальності» (дан. Vink fra en fjern virkelighed) та «Клацання замка» (дан. Låsens klik; опубліковано посмертно).

## Літературні премії та нагороди
- 1933 — Письменницька премія Отто Бензона (дан. Otto Benzons Forfatterlegat)
- 1933 — Премія (дан. Finansloven)
- 1937 — Премія Софуса Міхаеліса (дан. Sophus Michaëlis' Legat)
- 1939 — Медаль Гольберга (дан. Holberg-medaljen)
- 1942 — Стипендія Анкера (дан. Det anckerske Legat)
- 1943 — Премія Емми Бурентцен (дан. Emma Bærentzens Legat)
- 1950 — Меморіальна премія Жанни та Анрі Натансенов (дан. Jeanne og Henri Nathansens Mindelegat)
- 1951 — Меморіальна премія Германа Бенгса (дан. Herman Bangs Mindelegat)
- 1951 — Медаль «За науки та мистецтва» (дан. Ingenio et Arti)
- 1951 — Золотий лавр (дан. De Gyldne Laurbær[11]
- 1956 — Премія Адама Еленшлегера (дан. Adam Oehlenschläger Legatet)
- 1957 — Премія Фонду пам'яті Генріка Понтоппіданс (дан. Henrik Pontoppidans Mindefonds legat)
- 1959 — Культурна премія Läkerol (дан. Läkerols Kulturpris)
- 1960 — Медаль Данської академії (дан. Medlem af Det Danske Akademi)[12]
- 1964 — Гран-прі Данської академії (дан. Det Danske Akademis Store Pris)
- 1965 — Премія Державного фонду мистецтва (дан. Statens Kunstfond)
- 1967 — Премія імені Г. К. Андерсена Асоціації данських письменників (дан. Dansk Forfatterforenings H.C. Andersen Legat)
- 1970 — Меморіальна премія Германа Бенгса (дан. Herman Bangs Mindelegat)
- 1974 — Премія Бліхера (дан. Blicherprisen)
- 1975 — Премія Державного фонду мистецтва за есе «Привітання з далекої реальності» (дан. Statens Kunstfond: Vink fra en fjern virkelighed)

### Романи
- Paludan, Jacob. Fugle omkring Fyret. — København : Steen Hasselbalch, 1925. — 237 p.
- Paludan, Jacob. Her omkring Hjørnet her blæser det mindre. — København : Steen Hasselbalch, 1969. — 71 p.
- Paludan, Jacob. Jørgen Stein. — København : Steen Hasselbalch, 1932-33. — Т. I-II. — 750 p.
- Paludan, Jacob. Søgelys. — København : Steen Hasselbalch, 1923. — 234 p.
- Paludan, Jacob. Markerne modnes. — København : Steen Hasselbalch, 1927. — 247 p.
- Paludan, Jacob. De vestlige Veje. — Oslo : Aschehoug, 1922. — 169 p.
- Paludan, Jacob. En Vinter lang. — København : Steen Hasselbalch, 1924. — 126 p.

### Повісті
- Paludan, Jacob. Feodor Jansens Jeremiader. — København : Steen Hasselbalch, 1927. — 124 p.
- Paludan, Jacob. Aaret rundt. Trykt og utrykt. — København : Steen Hasselbalch, 1929. — 147 p.

### Поезія
- Paludan, Jacob. Urolige Sange. — Oslo : Aschehoug, 1923. — 91 p.

### Збірники
- Paludan, Jacob. Tanker og Bagtanker. — København : Steen Hasselbalch, 1937. — 54 p.
- Paludan, Jacob. Som om intet var hændt. Kroniker og Essays. — København : Steen Hasselbalch, 1938. — 173 p.
- Paludan, Jacob. Smaa Apropos'er. Tegninger af Arne Ungermann. — København : Nyt Nordisk Forlag, 1943. — 75 p.
- Paludan, Jacob. Prosa. Korte Ting fra tyve Aar. — København : Steen Hasselbalch, 1946. — 325 p.

### Публіцистика
Paludan, Jacob. Landluft. Illustreret af Ib Andersen. — København : Steen Hasselbalch, 1944. — 82 p.

### П'єси
- Paludan Jacob, Eberlin Erik. Landet forude. Et Spil om Utopien. — København : Steen Hasselbalch, 1928. — 171 p.

### Статті
- Paludan,, Jacob. Efterskrift : послесловие к книге // Tine. Optrykt efter Originaludgaven :  [дан.] : роман. — 2-е изд. — København : Gyldendal, 1964. — 287 с.
- Paludan,, Jacob. Forord // Nobelpristagere. 24 noveller :  [дан.] : антология / под. ред. Orla Lundbo. — 2-е изд. — København : Carit Andersen, 1956. — 351 с.
- Paludan,, Jacob. Forord // Perler i Dansk digtning :  [дан.] : антология / под. ред. Paludan Jacob. — 1-е изд. — København : Branner og Korch, 1957. — 208 с.
- Paludan,, Jacob. Forord // Americana :  [дан.] : сборник повестей. — 2-е изд. — København : Carit Andersens Forlag, 1944. — 206 с.
- Sinclair Lewis. Dodsworth = Dodsworth / пер. с англ. Jacob Paludan. — Oslo : Hagerup, 1930. — 308 с.
- Paludan,, Jacob. Forord // Dødsdømt :  [дан.] = Le dernier jour d'un comdamné : роман. — København : Carit Andersens Forlag, 1944. — 124 с.
- Paludan,, Jacob. Især om Tonio Krøger // Tonio Krøger :  [дан.] = Tonio Kröger : роман. — København : Selskabet Bogvennerne, 1964. — 284 с.
- Paludan,, Jacob. En tibetansk lamas selvbiografi. Forord // Det tredie øje :  [дан.] = The third eye : автобиография. — København : Schønberg, 1957. — С. 202.
- Paludan,, Jacob. Forord // Smaa Forløb :  [дан.] : повесть. — København : Hasselbalch, 1944. — С. 59.

### Переклади
- Kristmann Guðmundsson. Livets Morgen = Morgunn lífsin / пер. с исланд. Jacob Paludan. — Oslo : Aschehoug, 1929. — 288 с.
- Olle Hedberg. Karsten Kirsewetter = Karsten Kirsewetter / пер. со швед. Jacob Paludan. — København : Steen Hasselbalch, 1942. — 455 с.
- Alexander Lernet-Holenia. Baron Bagge = Der Baron Bagge / пер. с нем. Jacob Paludan. — København : J.H. Schultz, 1936. — 142 с.